# 葡萄酒酒吧

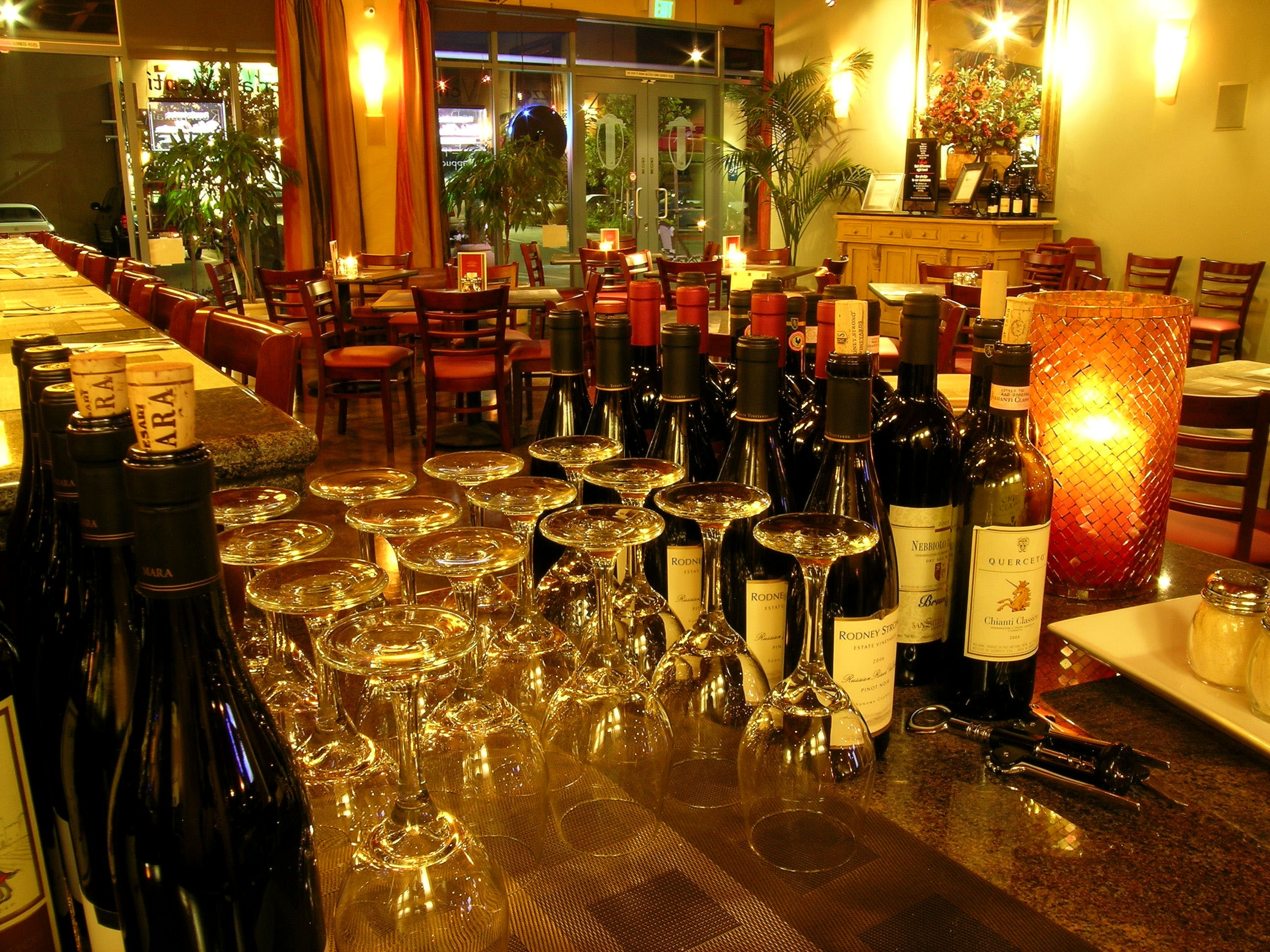
一間葡萄酒酒吧

葡萄酒酒吧是指主要销售葡萄酒的酒吧，這種酒吧不怎麼出售蒸馏酒或啤酒。许多葡萄酒酒吧會出售意大利葡萄酒或香槟酒。

## 美国
1990年代，葡萄酒酒吧開始在美國多了起來。 